# Mistrzostwa Świata w Piłce Nożnej 1994 (eliminacje strefy AFC)
W eliminacjach do Mistrzostw Świata w Piłce Nożnej 1994 strefy AFC miało wziąć udział 29 reprezentacji narodowych. W praktyce było ich jednak 28, ponieważ wycofała się reprezentacja Mjanmy.

## Format eliminacji
Pierwsza runda – drużyny zostały podzielone na 6 grup, cztery po 5 drużyn i dwie po 4. Grano systemem każdy z każdym, mecz i rewanż. Zwycięzcy awansowali do grupy finałowej.
Grupa finałowa – wszystkie mecze odbywały się w Dosze w Katarze. Grano systemem każdy z każdym, po jednym meczu. Dwie najlepsze drużyny uzyskały awans do turnieju finałowego.

## Pierwsza runda

### Grupa A
| Lp. | Reprezentacja | Pkt. | M | W | R | P | Br+ | Br- | +/- |
| --- | ------------- | ---- | - | - | - | - | --- | --- | --- |
| 1   | Irak          | 13   | 8 | 6 | 1 | 1 | 28  | 4   | 24  |
| 2   | Chiny         | 12   | 8 | 6 | 0 | 2 | 18  | 4   | 14  |
| 3   | Jemen         | 8    | 8 | 3 | 2 | 3 | 12  | 13  | -1  |
| 4   | Jordania      | 7    | 8 | 2 | 3 | 3 | 12  | 15  | -3  |
| 5   | Pakistan      | 1    | 8 | 0 | 0 | 8 | 3   | 36  | -33 |

| 22 maja 1993 | Jordania · R. Suliman 64' | 1:10:0 | Jemen · 88' Al-Chadli | Amman, Jordania · Sędzia: Mohamed Al Mulla ( Zjednoczone Emiraty Arabskie) |
|              |                           |        |                       |                                                                            |

| 22 maja 1993 | Chiny · Gao Hongbo 37' · Kai Sheng 53,59,83' · Hao Haidong 70' | 5:01:0 | Pakistan | Amman, Jordania |
|              |                                                                |        |          |                 |

| 24 maja 1993 | Jordania · Tadros 15' | 1:11:0 | Pakistan · 73' Khalef | Amman, Jordania |
|              |                       |        |                       |                 |

| 24 maja 1993 | Jemen · O.Mubarak 20,53,77' · Al-Chadli 80' · M.Hassan 81' | 5:11:1 | Pakistan · 11' Tarig | Amman, Jordania |
|              |                                                            |        |                      |                 |

| 26 maja 1993 | Chiny · Gao Hongbo 61' · Woo Kunlee 66' · Kai Chang 89' | 3:00:0 | Jordania | Amman, Jordania |
|              |                                                         |        |          |                 |

| 26 maja 1993 | Irak · L.Hussain 2' · A.Kadhem 21,76' · Rahdi 56' · Qaiss 72' · M.Kadhem 74' | 6:13:1 | Jemen · 16' Dreibane | Amman, Jordania |
|              |                                                                              |        |                      |                 |

| 28 maja 1992 | Irak · Hussein 11' · Hussein 18,78' · A.Kadhem 27,74' · Rahdi 44' · Khalaf 78' · N.Saddam 87' | 8:04:0 | Pakistan | Amman, Jordania |
|              |                                                                                               |        |          |                 |

| 28 maja 1993 | Jemen · Ben Rabiaa 62' | 1:00:0 | Chiny | Amman, Jordania |
|              |                        |        |       |                 |

| 30 maja 1993 | Jordania · Achab 8,90' · Arif 57' | 3:11:0 | Pakistan · 80' Farooq | Amman, Jordania |
|              |                                   |        |                       |                 |

| 30 maja 1993 | Irak · Radhi 46' | 1:00:0 | Chiny | Amman, Jordania |
|              |                  |        |       |                 |

| 12 czerwca 1993 | Jemen · Sharaf 52' | 1:10:0 | Jordania · 73' Sharaf | Chengdu, Chiny |
|                 |                    |        |                       |                |

| 12 czerwca 1993 | Chiny · Gao Hongbo 62, 90' · Hao Haidong 64' | 3:00:0 | Pakistan | Chengdu, Chiny |
|                 |                                              |        |          |                |

| 14 czerwca 1993 | Irak · L.Hussain 2,5' · A.Kahdem 14' · Radhi | 4:03:0 | Jordania | Chengdu, Chiny |
|                 |                                              |        |          |                |

| 14 czerwca 1993 | Jemen · Al-Barid | 3:00:0 | Pakistan | Chengdu, Chiny |
|                 |                  |        |          |                |

| 16 czerwca 1993 | Chiny · Li Bing 15' · Gao Hongbo 52', · Abu-Abed 60' | 4:11:0 | Jordania | Chengdu, Chiny |
|                 |                                                      |        |          |                |

| 16 czerwca 1993 | Irak · Radhi 44' · N.Saad 65' · N.Saad 81' | 3:01:0 | Jemen | Chengdu, Chiny |
|                 |                                            |        |       |                |

| 18 czerwca 1992 | Irak · S.Qaiss , · R.Shneishel | 4:02:0 | Pakistan | Chengdu, Chiny |
|                 |                                |        |          |                |

| 18 czerwca 1993 | Chiny · Xie Yunxin 86' | 1:00:0 | Jemen | Chengdu, Chiny |
|                 |                        |        |       |                |

| 20 czerwca 1993 | Jordania | 5:04:0 | Pakistan | Chengdu, Chiny |
|                 |          |        |          |                |

| 20 czerwca 1993 | Chiny · Xu Hong 52' · Zhao Faqing 89' | 2:10:0 | Irak · 48' A.Imanuel | Chengdu, Chiny |
|                 |                                       |        |                      |                |

### Grupa B
| Lp. | Reprezentacja   | Pkt. | M | W | R | P | Br+ | Br- | +/- |
| --- | --------------- | ---- | - | - | - | - | --- | --- | --- |
| 1   | Iran            | 13   | 6 | 3 | 3 | 0 | 15  | 2   | 13  |
| 2   | Syria           | 12   | 6 | 3 | 3 | 0 | 14  | 4   | 10  |
| 3   | Oman            | 8    | 6 | 2 | 2 | 2 | 10  | 5   | 5   |
| 4   | Chińskie Tajpej | 7    | 6 | 0 | 0 | 6 | 3   | 31  | -28 |

- Mjanma wycofała się.

| 23 czerwca 1993 | Iran | 0:0 | Oman | Teheran, Iran |
|                 |      |     |      |               |

| 23 czerwca 1993 | Syria · Afash 16' · Kadir 44' | 2:00:0 | Tajlandia | Teheran, Iran |
|                 |                               |        |           |               |

| 25 czerwca 1993 | Oman · Gao Hongbo 62, 90' · Hao Haidong 64' | 0:0 | Syria | Teheran, Iran |
|                 |                                             |     |       |               |

| 25 czerwca 1993 | Iran · Estili 18' · Roussea 38,46,50,75' · Ali Daei 41' | 6:03:0 | Tajlandia | Teheran, Iran |
|                 |                                                         |        |           |               |

| 27 czerwca 1993 | Oman · Saleh 29' · Amman 35' | 2:12:0 | Tajlandia · 79' Cheng Jin-mung | Teheran, Iran |
|                 |                              |        |                                |               |

| 27 czerwca 1993 | Iran · Roussea 64' | 1:10:0 | Syria · 80' Melou | Teheran, Iran |
|                 |                    |        |                   |               |

| 2 lipca 1993 | Iran · Forkoush 35' | 1:0 | Oman | Damaszek, Syria |
|              |                     |     |      |                 |

| 2 lipca 1992 | Syria · Helou 2,70' · Kazem 6' · Ramadan 13' · Dit] 17' (k.) · Afash 29, 45' · Mahrous 82' | 8:16:1 | Tajlandia · 37' Cheung Jim-ming | Damaszek, Syria |
|              |                                                                                            |        |                                 |                 |

| 4 lipca 1993 | Syria · Mahrous 45' · Kadir 63' (k.) | 2:11:0 | Oman · 58' Hamdan | Damaszek, Syria |
|              |                                      |        |                   |                 |

| 4 lipca 1993 | Iran · Forkoush 7' · Motlagh 15' (k.) · Ali Daei 18, 47' · Abtahi 21' · Estuli 73' | 6:04:0 | Tajlandia | Damaszek, Syria |
|              |                                                                                    |        |           |                 |

| 7 lipca 1993 | Syria · Kamdir 89' (k.) | 1:10:1 | Iran · 15' Forkoush | Damaszek, Syria |
|              |                         |        |                     |                 |

| 7 lipca 1993 | Oman · Saleh 7' · Abdolinoor 14' · Abdullah 40, 80' · Khalef 56' · Mubarak 71' · Hamdan 83' | 7:13:0 | Tajlandia · 63' Chang Wu-tsung | Damaszek, Syria |
|              |                                                                                             |        |                                |                 |

### Grupa C
| Lp. | Reprezentacja  | Pkt. | M | W | R | P | Br+ | Br- | +/- |
| --- | -------------- | ---- | - | - | - | - | --- | --- | --- |
| 1   | Korea Północna | 15   | 8 | 7 | 1 | 0 | 19  | 6   | 13  |
| 2   | Katar          | 11   | 8 | 5 | 1 | 2 | 22  | 8   | 14  |
| 3   | Singapur       | 10   | 8 | 5 | 0 | 3 | 12  | 12  | 0   |
| 4   | Indonezja      | 2    | 8 | 1 | 0 | 7 | 6   | 19  | -13 |
| 5   | Wietnam        | 2    | 8 | 1 | 0 | 7 | 4   | 18  | -14 |

| 9 kwietnia 1993 | Katar · Soufi 51, 79' · F. Al-Kuwari 55' | 3:10:0 | Indonezja · 85' Pitono | Doha, Katar · Sędzia: Khoshkhan Hossein ( Iran) |
|                 |                                          |        |                        |                                                 |

| 9 kwietnia 1993 | Korea Północna · Yun Jong-su 29' · Choe Yong-son 85' · Ryu Song-gun 86' | 3:01:0 | Wietnam | Doha, Katar · Sędzia: Sanhoub Mohamed ( Jemen) |
|                 |                                                                         |        |         |                                                |

| 11 kwietnia 1993 | Korea Północna · Cho In-chol 64' · Choe Won-nam 75' | 2:10:1 | Singapur · 33' Moorthy | Doha, Katar · Sędzia: Abu Ali Ishak ( Jordania) |
|                  |                                                     |        |                        |                                                 |

| 11 kwietnia 1993 | Katar · Noorallah 34' · Soufi 37' · Khalaf 50' · Al-Kuwari 60' | 4:02:0 | Wietnam | Doha, Katar · Sędzia: Wang Xuezhi ( Chiny) |
|                  |                                                                |        |         |                                            |

| 13 kwietnia 1993 | Korea Północna · Ryu Song-gun 19' · Choe Yong-son 42, 48' · Darwis 77' (sam.) | 4:02:0 | Indonezja | Doha, Katar · Sędzia: Khoshkhan Hossein ( Iran) |
|                  |                                                                               |        |           |                                                 |

| 13 kwietnia 1993 | Wietnam · Lư Đình Tuấn 14' · Thanh Phan 77' | 2:31:2 | Singapur · 19' Ahmad · 35' (k.) Steven Tan Teng Chuan · 73' Moorthy | Doha, Katar · Sędzia: Obata Shin-Ichiro ( Japonia) |
|                  |                                             |        |                                                                     |                                                    |

| 16 kwietnia 1992 | Katar · Noorallah 70, 90' (k.) · Mahmoud 84' · Al-Malki 89' | 4:10:0 | Singapur · 58' Ahmad | Doha, Katar · Sędzia: Wang Xuezhi ( Chiny) |
|                  |                                                             |        |                      |                                            |

| 16 kwietnia 1993 | Wietnam · Nai Ha Vuong Ngay 61' | 1:00:0 | Indonezja | Doha, Katar · Sędzia: Abu Ali Ishak ( Jordania) |
|                  |                                 |        |           |                                                 |

| 18 kwietnia 1993 | Indonezja | 0:20:0 | Singapur · 75' Mohammed Rafi Mohammed Ali · 83' Moorthy | Doha, Katar · Sędzia: Sanhoub Mohamed ( Jemen) |
|                  |           |        |                                                         |                                                |

| 18 kwietnia 1993 | Katar · Al-Malki 89' | 1:20:0 | Korea Północna · 49, 57' Ryu Song-gun | Doha, Katar · Sędzia: Obata Shin-Ichiro ( Japonia) |
|                  |                      |        |                                       |                                                    |

| 24 kwietnia 1993 | Indonezja · Sudirman 28' (k.) | 1:41:1 | Katar · 35, 61' Al-Malki · 75' F. Al-Kuwari · 83' Z. Al-Kuwari | Singapur · Sędzia: Un-Prasert Pirom ( Tajlandia) |
|                  |                               |        |                                                                |                                                  |

| 24 kwietnia 1993 | Wietnam | 0:10:0 | Korea Północna · 61' Yong Jin-li | Singapur · Sędzia: Yapa Abayawansa Mahasena ( Sri Lanka) |
|                  |         |        |                                  |                                                          |

| 26 kwietnia 1993 | Singapur · Razali 72' | 1:30:2 | Korea Północna · 26' Choe Won-nam · 41, 76' Choe Yong-son | Singapur · Sędzia: Leamash Abdalla Ibrahim ( Zjednoczone Emiraty Arabskie) |
|                  |                       |        |                                                           |                                                                            |

| 26 kwietnia 1993 | Wietnam | 0:40:2 | Katar · 7' Al-Malki · 13' Z. Al-Kuwari · 52' (k.) F. Al-Kuwari · 65' Al-Boloushi | Singapur · Sędzia: Chang Shane Yi ( Chińskie Tajpej) |
|                  |         |        |                                                                                  |                                                      |

| 28 kwietnia 1993 | Indonezja · Darmawan 35' | 1:21:1 | Korea Północna · 4' Pang Gwang-chol · 68' Ryu Song-gun | Singapur · Sędzia: Un-Prasert Pirom ( Tajlandia) |
|                  |                          |        |                                                        |                                                  |

| 28 kwietnia 1993 | Singapur · Mohammed Rafi Mohammed Ali 54' | 1:00:0 | Wietnam | Singapur · Sędzia: Abharah Alvari Ahmad ( Iran) |
|                  |                                           |        |         |                                                 |

| 30 kwietnia 1992 | Singapur · Ahmad 80' | 1:00:0 | Katar | Singapur · Sędzia: Yapa Abayawansa Mahasena ( Sri Lanka) |
|                  |                      |        |       |                                                          |

| 30 kwietnia 1993 | Indonezja · Wijnarko 55' · Sudirman 75' | 2:10:1 | Wietnam · 30' Nguyễn Hồng Sơn | Singapur · Sędzia: Leamash Abdalla Ibrahim ( Zjednoczone Emiraty Arabskie) |
|                  |                                         |        |                               |                                                                            |

| 2 maja 1993 | Singapur · Ahmad 70' · Moorthy 85' | 2:10:1 | Indonezja · 2' Sanunu | Singapur · Sędzia: Un-Prasert Pirom ( Tajlandia) |
|             |                                    |        |                       |                                                  |

| 2 maja 1993 | Korea Północna · In Chol-cho 40' · Kim Gyong-il 55' | 2:11:1 | Katar · 1, 86' Khalil Al-Malki | Singapur · Sędzia: Abharan Alvari Ahmad ( Iran) |
|             |                                                     |        |                                |                                                 |

### Grupa D
| Lp. | Reprezentacja    | Pkt. | M | W | R | P | Br+ | Br- | +/- |
| --- | ---------------- | ---- | - | - | - | - | --- | --- | --- |
| 1   | Korea Południowa | 15   | 8 | 7 | 1 | 0 | 23  | 1   | 22  |
| 2   | Bahrajn          | 9    | 8 | 3 | 3 | 2 | 9   | 6   | 3   |
| 3   | Liban            | 8    | 8 | 2 | 4 | 2 | 8   | 9   | -1  |
| 4   | Hongkong         | 5    | 8 | 2 | 1 | 5 | 9   | 19  | -10 |
| 5   | Indie            | 3    | 8 | 1 | 1 | 6 | 8   | 22  | -14 |

| 7 maja 1993 | Liban · Melikian 37' · Taha 53' | 2:21:0 | Indie · 63' Kumar · 84' Barambath | Bejrut, Liban · Sędzia: Watti Nizar ( Syria) |
|             |                                 |        |                                   |                                              |

| 7 maja 1993 | Hongkong · Kam-Wa 20' · Au Wai-Lun 57' | 2:11:1 | Bahrajn · 44' Marzouq | Bejrut, Liban · Sędzia: Bahar Mohamed ( Maroko) |
|             |                                        |        |                       |                                                 |

| 9 maja 1993 | Bahrajn | 0:0 | Korea Południowa | Bejrut, Liban · Sędzia: Okada Masayoshi ( Japonia) |
|             |         |     |                  |                                                    |

| 9 maja 1993 | Liban · Joulfagi 43' · Allouch 80' (k.) | 2:21:2 | Hongkong · 13' Tam Siu-Wai · 19' Cheung Kam-Wa | Bejrut, Liban · Sędzia: Al-Hindyani Hameed ( Kuwejt) |
|             |                                         |        |                                                |                                                      |

| 11 maja 1993 | Indie · Dhaleel Ur Rahman Khaleel 54' | 1:20:1 | Hongkong · 15' Loh Wai-Chi · 59' Lee Kin-Wo | Bejrut, Liban · Sędzia: Qazi Mohammad Asif ( Pakistan) |
|              |                                       |        |                                             |                                                        |

| 11 maja 1993 | Liban | 0:1 | Korea Południowa · 17' Ha Seok-joo | Bejrut, Liban · Sędzia: Bahar Mohamed ( Maroko) |
|              |       |     |                                    |                                                 |

| 13 maja 1993 | Liban | 0:0 | Bahrajn | Bejrut, Liban · Sędzia: Okada Masayoshi ( Japonia) |
|              |       |     |         |                                                    |

| 13 maja 1993 | Indie | 0:30:1 | Korea Południowa · 19' Hong Myung-bo · 70' Choi Moon-shik · 89' Ha Seok-joo | Bejrut, Liban · Sędzia: Al-Hindyani Hameed ( Kuwejt) |
|              |       |        |                                                                             |                                                      |

| 15 maja 1993 | Hongkong | 0:30:1 | Korea Południowa · 21' Ha Seok-joo · 50' Seo Jung-won · 73' Choi Moon-shik | Bejrut, Liban · Sędzia: Watti Nizar ( Syria) |
|              |          |        |                                                                            |                                              |

| 15 maja 1993 | Bahrajn · Al-Thani 4' · M. Ali 31' | 2:12:0 | Indie · 98' (k.) Sathyan | Bejrut, Liban · Sędzia: Qazi Mohammad Asif ( Pakistan) |
|              |                                    |        |                          |                                                        |

| 5 czerwca 1993 | Korea Południowa · Choi Moon-shik 12' · Chung Jae-kwon 76' · Ha Seok-joo 81' · Noh Jung-yoon 85' | 4:11:1 | Hongkong · 21' Wai Lun Au | Seul, Korea Płd. · Sędzia: Buaboocha Choochai ( Tajlandia) |
|                |                                                                                                  |        |                           |                                                            |

| 5 czerwca 1993 | Bahrajn | 0:0 | Liban | Seul, Korea Płd. · Sędzia: Al-Yanba'Wi Mohamed Shareif ( Arabia Saudyjska) |
|                |         |     |       |                                                                            |

| 7 czerwca 1993 | Indie | 0:30:1 | Bahrajn · 20', 53' Mubarak · 64' Thani | Seul, Korea Płd. Sędzia: Shariff Abdul Manan |
|                |       |        |                                        |                                              |

| 7 czerwca 1993 | Korea Południowa · Ha Seok-joo 31' · Gwan 56' | 2:01:0 | Liban | Seul, Korea Płd. · Sędzia: Ali Tariq Ahmed ( Irak) |
|                |                                               |        |       |                                                    |

| 9 czerwca 1993 | Hongkong · Lee Kin-Wo 17' | 1:21:1 | Liban · 38' Farhat · 76' Nazha | Seul, Korea Płd. Sędzia: Shariff Abdul Manan |
|                |                           |        |                                |                                              |

| 9 czerwca 1993 | Korea Południowa · Lee Ki-beom 4', 23', 50' · Kim Tae-young 37', 69' · Park Jung-bae 39' · Ha Seok-joo 66' (k.) | 7:0 | Indie | Seul, Korea Płd. · Sędzia: Al-Yanba'Wi Mohamed Shareif ( Arabia Saudyjska) |
|                | |     |       |                                                                            |

| 11 czerwca 1992 | Indie · Thakur 44' | 1:21:1 | Liban · 41' Ayoub · 79' Joulfagi | Seul, Korea Płd. · Sędzia: Wei Jihong ( Chiny) |
|                 |                    |        |                                  |                                                |

| 11 czerwca 1993 | Bahrajn · Adel Abdulrahman Marzouq 1', 50' · Mubarak 46' | 3:01:0 | Hongkong | Seul, Korea Płd. · Sędzia: Buaboocha Choochai ( Tajlandia) |
|                 |                                                          |        |          |                                                            |

| 13 czerwca 1993 | Korea Południowa · Kang Cheol 51' · Park Nam-yeol 63' · Goo Sang-beom 84' | 3:00:0 | Bahrajn | Seul, Korea Płd. · Sędzia: Wei Jihong ( Chiny) |
|                 |                                                                           |        |         |                                                |

| 13 czerwca 1993 | Hongkong · Wong Chi-keung 66' | 1:30:1 | Indie · 6' Sathyan Vatta Barambath · 52' Bhupinder Thakur · 77' Invalappil Mani Vijayan | Seul, Korea Płd. · Sędzia: Ali Tariq Ahmed ( Irak) |
|                 |                               |        |                                                                                         |                                                    |

### Grupa E
| Lp. | Reprezentacja    | Pkt. | M | W | R | P | Br+ | Br- | +/- |
| --- | ---------------- | ---- | - | - | - | - | --- | --- | --- |
| 1   | Arabia Saudyjska | 10   | 6 | 4 | 2 | 0 | 20  | 1   | 19  |
| 2   | Kuwejt           | 8    | 6 | 3 | 2 | 1 | 21  | 4   | 17  |
| 3   | Malezja          | 6    | 6 | 2 | 2 | 2 | 16  | 7   | 9   |
| 4   | Makau            | 0    | 6 | 0 | 0 | 6 | 1   | 46  | -45 |

| 1 maja 1993 | Makau | 0:60:3 | Arabia Saudyjska · 12' Al-Jaber · 21', 24' al-Uwajran · 65' Al-Dosari · 68' Mehalel · 79' (k.) Al-Muwalid | Kuala Lumpur, Malezja · Sędzia: Kim Kwang-taik ( Korea Południowa) |
|             |       |        | |                                                                    |

| 1 maja 1993 | Malezja · Azanan 59' | 1:10:1 | Kuwejt · 8' Al-Husaini | Kuala Lumpur, Malezja · Sędzia: Tachi Kiichiro ( Japonia) |
|             |                      |        |                        |                                                           |

| 3 maja 1993 | Makau · Pinto 76' | 1:100:2 | Kuwejt · 22', 24', 55', 87' Al-Hadyah · 61', 65' Al-Saleh · 71', 72', 81' Al-Huwaidi · 84' (k.) Rahim | Kuala Lumpur, Malezja |
|             |                   |         | |                       |

| 3 maja 1993 | Malezja · Mokhtar 31' | 1:11:0 | Arabia Saudyjska · 88' (k.) Al-Muwallid | Kuala Lumpur, Malezja · Sędzia: Tachi Kiichiro ( Japonia) |
|             |                       |        |                                         |                                                           |

| 5 maja 1993 | Kuwejt | 0:0 | Arabia Saudyjska | Kuala Lumpur, Malezja · Sędzia: Ibrahim Hakeem Ahmed ( Zjednoczone Emiraty Arabskie) |
|             |        |     |                  |                                                                                      |

| 5 maja 1993 | Malezja · Azanan 6', 14', 74' · Azizol 32', 75' · Elanggovan 42' · Mokhtar 47', 54' · Zainal 87' | 9:04:0 | Makau | Kuala Lumpur, Malezja · Sędzia: Chaniago Zulkifli ( Indonezja) |
|             |                                                                                                  |        |       |                                                                |

| 14 maja 1993 | Kuwejt · Saihan 11' · Al-Hadyach 18' | 2:0 | Malezja | Taif, Arabia Saudyjska · Sędzia: Soleimani Asl Yadollah ( Iran) |
|              |                                      |     |         |                                                                 |

| 14 maja 1993 | Arabia Saudyjska · Hamdan 8', 25', 85' · Al-Muwallid 22' (k.) · al-Uwajran 36', 56', 79' · Al-Muainea 40' | 8:05:0 | Makau | Taif, Arabia Saudyjska · Sędzia: Al-Malood Matar Mohamed ( Bahrajn) |
|              | |        |       |                                                                     |

| 16 maja 1993 | Kuwejt · Al-Hadyach 11' · Saihan 44' · Al-Huwaidi 52', 60' · Al-Saleh 54' · Al-Habashi 81' · Al-Shemmari 84' · Al-Felaij 90' | 8:02:0 | Makau | Taif, Arabia Saudyjska · Sędzia: Mohamed Muhiseen Ariff ( Sri Lanka) |
|              | |        |       |                                                                      |

| 16 maja 1993 | Arabia Saudyjska · Mohammed 9', 64' · Madani 58' | 3:01:0 | Malezja | Taif, Arabia Saudyjska · Sędzia: Soleimani Asl Yadollah ( Iran) |
|              |                                                  |        |         |                                                                 |

| 18 maja 1993 | Makau | 0:50:2 | Malezja · 10', 43' Azanan · 74' Azizol · 77', 85' P.Ravindran | Taif, Arabia Saudyjska · Sędzia: Ali Al-Hosni Ali Bin Mubarak ( Oman) |
|              |       |        |                                                               |                                                                       |

| 18 maja 1993 | Arabia Saudyjska · al-Uwajran 23' · Mohammed 89' | 2:01:0 | Kuwejt | Taif, Arabia Saudyjska · Sędzia: Takada Shizuo ( Japonia) |
|              |                                                  |        |        |                                                           |

### Grupa F
| Lp. | Reprezentacja                | Pkt. | M | W | R | P | Br+ | Br- | +/- |
| --- | ---------------------------- | ---- | - | - | - | - | --- | --- | --- |
| 1   | Japonia                      | 15   | 8 | 7 | 1 | 0 | 28  | 2   | 26  |
| 2   | Zjednoczone Emiraty Arabskie | 13   | 8 | 6 | 1 | 1 | 19  | 4   | 15  |
| 3   | Tajlandia                    | 8    | 8 | 4 | 0 | 4 | 13  | 7   | 6   |
| 4   | Bangladesz                   | 4    | 8 | 2 | 0 | 6 | 7   | 28  | -21 |
| 5   | Sri Lanka                    | 0    | 8 | 0 | 0 | 8 | 0   | 26  | -26 |

| 8 kwietnia 1993 | Japonia · Kazuyoshi 29' | 1:0 | Tajlandia | Universiade Memorial Stadium, Kobe Sędzia: Abdullah Mohamed Nazri |
|                 |                         |     |           |                                                                   |

| 8 kwietnia 1993 | Sri Lanka | 0:40:2 | Zjednoczone Emiraty Arabskie · 21' Juma'a · 24' Al-Talyani · 56', 88' Mubarak | Nishi-Kyogoku Stadium, Kioto · Sędzia: Chan Yam-Ming Samuel ( Hongkong) |
|                 |           |        |                                                                               |                                                                         |

| 11 kwietnia 1993 | Japonia · Miura 18', 44', 52', 53' · Takagi 25', 57' · Fukuda 58', 88' | 8:03:0 | Bangladesz | Tokio, Japonia · Sędzia: Yu Jingyin ( Chiny) |
|                  |                                                                        |        |            |                                              |

| 11 kwietnia 1993 | Tajlandia · Senamuang 62' | 1:00:0 | Sri Lanka | Universiade Memorial Stadium, Kobe Sędzia: Abdullah Mohamed Nazri |
|                  |                           |        |           |                                                                   |

| 13 kwietnia 1993 | Sri Lanka | 0:10:0 | Bangladesz · 69' Rumi Rizvi | Jokohama, Japonia · Sędzia: Mohamed Ahmed Jassim ( Bahrajn) |
|                  |           |        |                             |                                                             |

| 13 kwietnia 1993 | Tajlandia | 0:10:0 | Zjednoczone Emiraty Arabskie · 86' Balooshi | Tokio, Japonia · Sędzia: Noh Byung-il ( Korea Południowa) |
|                  |           |        |                                             |                                                           |

| 15 kwietnia 1993 | Japonia · Takagi 19', 49' · Hashiratani 18' · Miura 34', 51' | 5:03:0 | Sri Lanka | Tokio, Japonia · Sędzia: Chan Yam-Ming Samuel ( Hongkong) |
|                  |                                                              |        |           |                                                           |

| 15 kwietnia 1993 | Bangladesz | 0:10:0 | Zjednoczone Emiraty Arabskie · 56' Balooshi | Jokohama, Japonia · Sędzia: Yu Jingyin ( Chiny) |
|                  |            |        |                                             |                                                 |

| 18 kwietnia 1993 | Japonia · Hashiratani 20' · Takagi 76' | 2:01:0 | Zjednoczone Emiraty Arabskie | Tokio, Japonia Sędzia: Abdullah Mohamed Nazri |
|                  |                                        |        |                              |                                               |

| 18 kwietnia 1993 | Tajlandia · Maperm 20' · Pue-On 21', 58', 88' | 4:12:0 | Bangladesz · 84' Joarder | Tokio, Japonia · Sędzia: Noh Byung-il ( Korea Południowa) |
|                  |                                               |        |                          |                                                           |

| 28 kwietnia 1993 | Tajlandia | 0:10:0 | Japonia · 49' Horiike | Al-Maktoum Stadium, Dubaj · Sędzia: Al-Mehanah Omer Saleh ( Arabia Saudyjska) |
|                  |           |        |                       |                                                                               |

| 28 kwietnia 1993 | Zjednoczone Emiraty Arabskie · Al-Talyani 40', 54' · Ismail 89' | 3:01:0 | Sri Lanka | Tahnoun Bin Mohammed Stadium, Al-Ajn · Sędzia: Lu Jun ( Chiny) |
|                  |                                                                 |        |           |                                                                |

| 30 kwietnia 1993 | Bangladesz · Rizvi 11' | 1:41:3 | Japonia · 2' Fukuda · 30' Miura · 36' Yoshida · 61' Takagi | Al-Maktoum Stadium, Dubaj · Sędzia: Mousa Al Haddad Radi ( Kuwejt) |
|                  |                        |        |                                                            |                                                                    |

| 30 kwietnia 1993 | Zjednoczone Emiraty Arabskie · Balooshi 10' (k.) · Al-Talyani 63' | 2:11:0 | Tajlandia · 90' Maperm | Tahnoun Bin Mohammed Stadium, Al-Ajn · Sędzia: Medjiba Rachid ( Algieria) |
|                  |                                                                   |        |                        |                                                                           |

| 3 maja 1993 | Zjednoczone Emiraty Arabskie · Al-Talyani 4', 65' · Balooshi 26', 59' · Fahad 28' · Mubarak 38' · Ahmed 74' | 7:04:0 | Bangladesz | Tahnoun Bin Mohammed Stadium, Al-Ajn · Sędzia: Lu Jun ( Chiny) |
|             | |        |            |                                                                |

| 3 maja 1993 | Sri Lanka | 0:30:2 | Tajlandia · 27', 37', 71' (k.) Pue-On | Al-Maktoum Stadium, Dubaj Sędzia: Medjiba Rachid |
|             |           |        |                                       |                                                  |

| 5 maja 1993 | Bangladesz · Sabbir 72' | 1:41:2 | Tajlandia · 20', 52' Pue-On · 26' Senamuang · 54' Thiubthong | Al-Maktoum Stadium, Dubaj · Sędzia: Al-Sharif Jamal ( Syria) |
|             |                         |        |                                                              |                                                              |

| 5 maja 1993 | Sri Lanka | 0:60:2 | Japonia · 31' Ramos · 42', 56' Ihara · 61' Takagi · 67' Moriyasu · 80' Miura | Al-Maktoum Stadium, Dubaj · Sędzia: Al-Mehanah Omer Saleh ( Arabia Saudyjska) |
|             |           |        |                                                                              |                                                                               |

| 7 maja 1993 | Bangladesz · Joarder 8', 78' · Kaiser 78' (k.) | 3:01:0 | Sri Lanka | Al-Maktoum Stadium, Dubaj · Sędzia: Muosa Al Haddad Radi ( Kuwejt) |
|             |                                                |        |           |                                                                    |

| 7 maja 1993 | Zjednoczone Emiraty Arabskie · Ibrahim 82' | 1:10:0 | Japonia · 83' Sawanobori | Tahnoun Bin Mohammed Stadium, Al-Ajn · Sędzia: Al-Sharif Jamal ( Syria) |
|             |                                            |        |                          |                                                                         |

## Grupa finałowa
| Lp. | Reprezentacja    | Pkt. | M | W | R | P | Br+ | Br- | +/- |
| --- | ---------------- | ---- | - | - | - | - | --- | --- | --- |
| 1   | Arabia Saudyjska | 7    | 5 | 2 | 3 | 0 | 8   | 6   | 2   |
| 2   | Korea Południowa | 6    | 5 | 2 | 2 | 1 | 9   | 4   | 5   |
| 3   | Japonia          | 6    | 5 | 2 | 2 | 1 | 7   | 4   | 3   |
| 4   | Irak             | 5    | 5 | 1 | 3 | 1 | 9   | 9   | 0   |
| 5   | Iran             | 4    | 5 | 2 | 0 | 3 | 8   | 11  | -3  |
| 6   | Korea Północna   | 2    | 5 | 1 | 0 | 4 | 5   | 12  | -7  |